# L'Arôme de l'amour
Pour les articles homonymes, voir Café con aroma de mujer.
L'arôme de l'amour (Café con aroma de mujer) est une telenovela colombienne d'abord diffusée entre le 10 mai 2021 et le 24 septembre 2021 sur RCN Televisión en Colombie et diffusée entre le 25 mai 2021 et le 27 septembre 2021 sur Telemundo aux États-Unis et reprise depuis par Netflix.
Elle est diffusée sur Novelas TV entre le 21 avril 2023 et le 22 août 2023 et rediffusée  entre le 1er février 2025 et le 31 mai 2025 sous le titre L'arôme de l'amour.

## Synopsis
Chaque année, Gaviota et sa mère arrivent à l'Hacienda Casablanca pour récupérer le café de la deuxième récolte de l'année, mais elles espèrent que leur prochaine visite sera la dernière, car elles seront désormais propriétaires de leurs propres terres,,. Cependant, le destin a d'autres plans. Octavio Vallejo, le propriétaire de l'hacienda, vient de mourir. Gaviota l'avait auparavant sauvé d'un enlèvement. Octavio a promis en récompense de lui donner un hectare de terre pour qu'elle puisse cultiver son propre café. Tentant de faire en sorte que la famille Vallejo honore l'accord, Gaviota rencontre Sebastián, le fils d'Octavio, et une attraction irrépressible naît entre eux, un amour déchirant et impossible, devenant deux amants appartenant à des mondes différents,,.

## Distribution

### Rôles principaux
- William Levy : Sebastián Vallejo[5],[8],[6],[2]
- Laura Londoño : Teresa Suárez "La Gaviota"
- Carmen Villalobos : Lucía Sanclemente
- Diego Cadavid[8] : Iván Vallejo
- Lincoln Palomeque : Leonidas Salinas
- Luces Velásquez[8] : Julia de Vallejo
- Katherine Vélez[8] : Carmenza Suárez, mère de Paloma[6],[2]
- Andrés Toro[8] : Aurelio Díaz
- Mabel Moreno[8] : Lucrecia Valencia de Castillo
- Ramiro Meneses : Carlos Mario
- María Teresa Barreto[8] : Marcela Vallejo
- Laura Archbold[8] : Paula Vallejo
- Juan David Agudelo[8] : Bernardo Vallejo
- Laura Junco[8] : Margarita Briceño
- Dailyn Valdivieso : La Maracucha
- Caterin Escobar : Marcia

### Rôles secondaires
- Marcelo Dos Santos : Eduardo Sanclemente
- Yarlo Ruíz[8] : Lemarcus Acosta
- Raúl Ocampo : Carlos
- Pedro Gilmore : Arthur
- Mario Duarte : Pablo Emilio
- Constanza Gutierrez : Margot
- Maia Landaburu : Diana
- Carlos Manuel Vesga : Danilo
- Waldo Urrego : Pedro Alzate
- María del Rosario : Aura
- Jorge López : Javier
- Juan Carlos Cruz
- Julian Santamaría
- Julian Andrés Velásquez
- Juan Sebastián Ruíz

### Guest stars
- Luis Eduardo Motoa : Octavio Vallejo

## Tournage et production
Dès mars 2020, avec la présentation de la future production du remake par Telemundo et RCN Colombia,, des noms pour les principaux acteurs de ce remake sont annoncés,. La série est prévue pour 2021. Vingt-quatre années après la diffusion de la série de 1994, un remake de la série à succès Café con aroma de mujer écrite par Fernando Gaitán a été lancée,. Adriana Suárez a adapté le scénario original de Fernando Gaitán qui était déjà décédé.
Le tournage de la nouvelle série a commencé dans plusieurs endroits de l'Eje cafetero et notamment à Chinchinà dans le centre-ouest de la Colombie. L'arrivée de mesures contre la pandémie de Covid-19 a mis à l'arrêt la production pendant plusieurs mois mettant en inactivité avec salaire réduit les 270 employés du tournage. L'équipe devait aussi passer des tests PCR réguliers et rester dans l'hacienda sans retourner voir leurs familles. Les scénaristes ont également dû réécrire certaines scènes de fêtes pour en faire des scènes avec moins de personnes, plus familiales.

## Diffusion
Cette telenovela a d'abord été diffusée en Colombie par RCN et aux États-Unis par Telemundo par voie hertzienne avec des audiences jugées faibles pour la première de la série (tombant parfois à 800 000 téléspectateurs),.
Totalisant 88 épisodes, cette nouvelle version a ensuite été reprise et diffusée internationalement sur Netflix,,,. Vers les 11 au 13 janvier 2022, au bout de deux semaines de diffusion, la série figure déjà dans le Top10 de 23 pays, étant la série de langue non anglaise la plus visualisée durant cette période en Espagne, au Canada, en Suisse, en Norvège, au Nigéria et dans la plupart des pays latino-américains (Mexique, Honduras, République Dominicaine, Guatemala, Venezuela, Colombie, Panamà, El Salvador, Nicaragua, Costa Rica, Equateur, Pérou, Brésil, Uruguay, Paraguay, Bolivie, Argentine et Chili),. Fin janvier 2022, elle était le principal succès de Netflix au niveau international, et totalisait officiellement 301 millions de spectateurs ce qui en a fait la troisième série la plus vues parmi celles de langues non anglaises,,,. Cette série devenue la plus vue de Netflix dans au moins 19 pays dont Le Salvador, l'Argentine et l'Espagne,. En avril 2022, au niveau international, bien que non diffusé dans de nombreux pays (exemple la France), Café con aroma de mujer était la 9e série (ou documentaire) la plus visionnée ce mois-ci.
- RCN Televisión (2021)
- Telemundo (2021)
- DSTV Channel 118 (2022). Diffusé sous le titre de The scent of passion[25]
- Netflix (2021-2022)
- Novelas TV (2023) et (2025)

## Récompenses
Lors de la cérémonie des Premios India Catalina (38e édition) récompensant l'industrie audiovisuelle colombienne, la série Café, con aroma de mujer a obtenu trois prix :
- Meilleure actrice antagoniste : Carmen Villalobos
- Meilleur second rôle masculin : Ramiro Meneses
- Meilleur talent préféré du public : Katherine Vélez.

## Apartés
- Dans la nouvelle série, le protagoniste principal ne vit pas à Londres (ce qui était le cas dans la série de 1994) mais à New York[7],[14].
- Le succès sur Netflix de cette série a permis aux deux principaux acteurs, le cubain William Levy et la colombienne Laura Londoño de voir grimper le nombre de leurs suiveurs sur les réseaux sociaux à 9 et 2 millions respectivement[16].
- Les deux acteurs Diego Cadavid et Laura Archbold, frère et sœur dans la série forment dans la réalité un couple[16],[27].
- L'actrice principale, Laura Londoño, chante la plupart des chansons de la série[6].
- Laura Londoño aurait perçu un salaire de 18 000 dollars par mois plus 10 000 dollars de plus lors de ses congés durant le tournage[17].

## Autres versions
Cette version produite par RCN est un remake d'une ancienne série colombienne de 1994, qui a déjà connu au moins trois versions (dont l'originale) avant la production de celle-ci,.
- Café con aroma de mujer (Canal A, 1994-1995) avec Margarita Rosa de Francisco et Guy Ecker[6].
- Cuando seas mía (TV Azteca, 2001-2002) avec Silvia Navarro et Sergio Basañez[6].
- Destilando amor (Televisa, 2007) avec Angélica Rivera et Eduardo Yáñez[6].